# Arrondissement judiciaire de Flandre-Occidentale

Localisation de l'arrondissement judiciaire de Flandre-Occidentale, après la fusion des arrondissements judiciaires de 2014.

Cet article court présente un sujet plus développé dans : Arrondissement judiciaire de Bruges, Arrondissement judiciaire de Courtrai, Arrondissement judiciaire de Furnes et Arrondissement judiciaire d'Ypres.
L'arrondissement judiciaire de Flandre-Occidentale est depuis le 1er avril 2014 l'un des 12 arrondissements judiciaires de Belgique. Il est le résultat de la fusion des arrondissements judiciaires de Bruges, Courtrai, Furnes et Ypres et dépend du ressort de la Cour d'appel de Gand. Il comprend 20 cantons judiciaires, 64 communes et ses limites territoriales coïncident avec la province de Flandre-Occidentale.